# Weggis
Weggis är en ort och kommun i distriktet Luzern-Land i kantonen Luzern, Schweiz. Kommunen har 4 644 invånare (2023).
Weggis ligger vid Vierwaldstättersjön med båtförbindelse bland annat till Luzern. Ortsdelen Rigi Kaltbad (1 440 m ö.h.) betjänas dels av en linbana från Weggis, dels av kuggstångsbanan mellan Vitznau och Rigi Kulm.